# Game Time
Game Time är rapparen Lil' Romeos (nu Romeo) andra soloalbum. Det sålde har sålts i över 2,4 miljoner kopior (2x platinum). Vissa av låtarna från albumet har spelats i hans tv-serie Romeo!

## Låtlista
1. "Intro"
2. "Too Long"
3. "Play Like Us" (feat. Lil' D & Tyron)
4. "True Love" (feat. Solange Knowles)
5. "Clap Your Hands"
6. "Boyfriend and Girlfriend"
7. "Bring It"
8. "Wanna Grow Up"
9. "Still Be There"
10. "Commercial" (feat. Lil' D & Master P)
11. "Feel Like Dancing"
12. "Richie Rich"
13. "My Biz" (feat. Master P)
14. "Throw Em Up"
15. "We in There"
16. "Where They At II" (feat. Master P)
17. "Make U Dance" (feat. Lil' Zane & Afficial)
18. "2-Way"(feat. Master P & Silkk The Shocker)
19. "We Can Make It Right"